# (74235) 1998 SF42
(74235) 1998 SF42 – planetoida z pasa głównego asteroid okrążająca Słońce w ciągu 4,32 lat w średniej odległości 2,65 j.a. Odkryta 27 września 1998 roku.